# Раушенбуш, Вальтер
Ва́льтер (Уолтер) Раушенбу́ш (англ. Walter Rauschenbusch, 4 октября 1861, Рочестер — 25 июля 1918) — американский богослов и служитель баптистской церкви, пастор, профессор. Является одной из ключевых фигур в движении Социального Евангелия. Канонизирован Епископальной церковью США.

## Биография
Был рожден в Рочестере, штате Нью-Йорк, в семье немецкого проповедника, преподававшего в Богословской семинарии Рочестера (Rochester Theological Seminary). Сам Раушенбуш также учился в этой семинарии, где во время обучения склонился к взглядам либерального христианства. В 1891—1892 Раушенбуш изучал экономику в Берлинском Университете и производственные отношения в промышленной сфере в Англии. В 1902 Раушенбуш занял должность профессора церковной истории в семинарии Рочестера.
Важными элементами понимания христианства Раушенбушем были такие понятия как Царствие Божье и Социальное Евангелие. Согласно взглядам Раушенбуша, основная цель христианства — распространение Царствия Божьего не посредством пламенной и активной проповеди, но посредством христоподобной жизни. По его мнению, «христианство, по своей природе, революционно», поскольку Царствие Божие заключается «не в достижении индивидуумами небес, а в преобразовании жизни на земле в гармонии с Небесами.»
В результате такого понимания христианства, Раушенбуш активно противостоял таким явлениям социальной несправедливости, как использование детского труда, несоответствие заработной платы выполняемому труду, стремительное обогащение «баронов-разбойников», — и жёстко критиковал церковные институции за игнорирование, а иногда и освящение подобных фактов. Он требовал улучшения условий труда и призывал к участию христианских служителей в разрешении социальных, в особенности трудовых, конфликтов.

## Влияние
Взгляды Раушенбуша и его понятие Социального Евангелия оказали значительное влияние как на преобразование социальных условий внутри американского общества, так и на более активную социальную позицию христианских церквей и служителей. Под значительным влиянием его взглядов находились Мартин Лютер Кинг и Десмонд Туту. Благодаря социальной позиции Раушенбуша, его дети оказались в рядах социал-демократического движения. Идеи Раушенбуша также оказали влияние на его внука, известного американского философа Ричарда Рорти.

## Сочинения
Свои взгляды Раушенбуш изложил в таких произведениях как:
- «Христианство и социальный кризис» (1907; оказала огромное влияние на Анну Рочестер).
- «Христианизация социального строя» (1912).
- «Социальные принципы Иисуса» (1916).
- «Богословие Социального Евангелия» (1917).